# Критерий на Лоусън
Критерият на Лоусън (на английски: Lawson criterion) е обективен критерий за дефиниция на самоподдържаща се термоядрена реакция.
Термоядреният реактор е устройство за контролирано произвеждане на енергия използващо ядрени реакции на синтез на леки атомни ядра чрез топлинно преодоляване на кулоновата бариера между тях. Eнергията необходима за преодоляване на Кулоновата бариера при деутерий-тритий реакция, каквато е естествената реакция в повечето звезди (включително Слънцето) е 0,1 МеV което е еквивалентно на температура за плазмата от 1,2 милиона градуса. Физическите условия за получаване на такъв реактор са определени от британския физик Джон Лоусън през 1955 г. и впоследствие стават известни като критерий на Лоусън.
Според критерия на Лоусон концентрацията на плазмата умножена по времето на нейното задържане трябва да е по-голямо от определена величина за да бъде термоядрената реакция самоподдържаща се:
{\displaystyle n\tau >12{\frac {kT}{\langle \sigma v\rangle Q}}}
където n e плътността на плазмата, τ – времето на нейното задържане, k – константата на Болцман, T – температурата, σ – сечението за реакцията, v – скоростта на йоните, Q – енергийният баланс на реакцията, с <> e означено средното по скорост на разпределението на Максуел при температура T.
Термоядрените реактори имат няколко значителни предимство пред реакторите използващи контролирано ядрено делене като изобилие и лесно добиване на нужното гориво и практически нищожна радиоактивност при експлоатация и последваща обработка на ядрените отпадъци.